# Forn de calç d'en Fermín Fonollosa
El Forn de calç d'en Fermín Fonollosa és una obra de Freginals (Montsià) inclosa a l'Inventari del Patrimoni Arquitectònic de Catalunya.

## Descripció
La fàbrica construïda amb murs de maçoneria, bigues de formigó o prefabricades de ceràmica armada i cobert de teula sobre tauler ceràmic.
L'emplaçament aprofita el desnivell del barranc per a instal·lar-hi els dos forns i, a la vegada, estava al costat de la pedrera per extraure la pedra calcària.
La indústria disposava de dos forns per poder alternar el procés de cuita amb la càrrega i descarrega. Aquests, estaven construïts amb peces prismàtiques de ceràmica i amb cambra de descàrrega per a la producció de carbonet.
La fàbrica també disposava de magatzems i coberts per al combustible (malesa, sansa i fusta) i una cambra estanca per la calç.

## Història
Amb la crisi econòmica dels anys 60, l'aparició de nous materials, de nous aglomerants per la construcció, etc., la fàbrica va deixar de funcionar.